# Sturkö (paroisse)

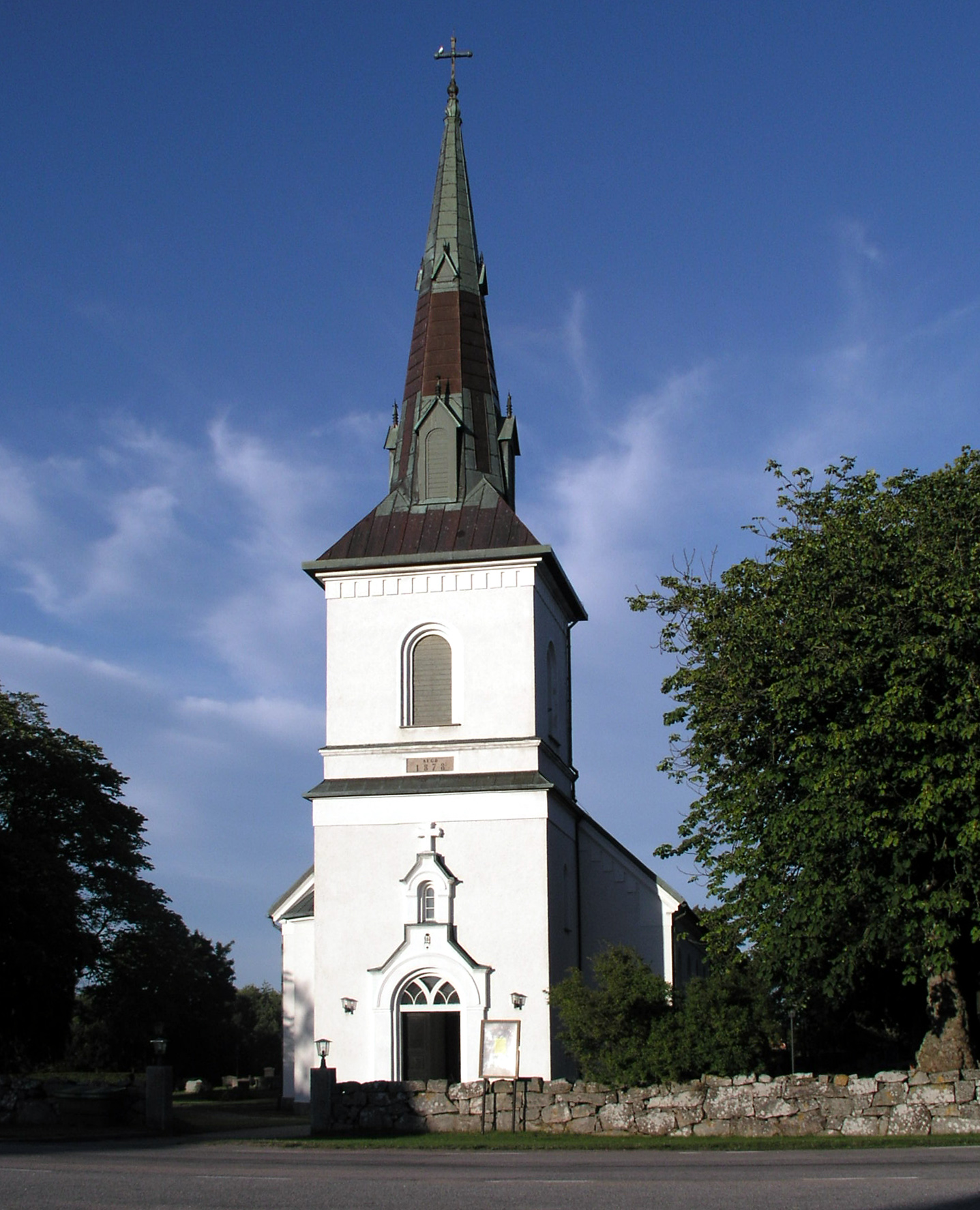
L'église de Sturkö.

La paroisse de Sturkö est formée par les îles Sturkö et Tjurkö (sv), dans l'archipel de Blekinge, situé dans la commune de Karlskrona, dans le comté de Blekinge, en Suède.